# Сухе (озеро, басейн Колозера)
Сухе́ (рос. Сухое) — невелике льодовикове озеро на Кольському півострові, знаходиться на території Оленегорського міського округу Мурманської області, Росія.
Озеро має трикутну форму, основою напрямку південний захід-північний схід, вершиною на південний схід. Береги порізані, має численні затоки. Через озеро протікає річка, яка впадає широкою протокою до Колозера на заході, до Колозерської губи. До водойми стікають сусідні озера Глибоке та Довге. Береги заліснені.